# Loebliorylon smetanai
Loebliorylon smetanai là một loài bọ cánh cứng trong họ Cerylonidae. Loài này được Slipinski miêu tả khoa học năm 2003.